# Зобнатиця
Зобнатиця (серб. Зобнатица) — село в Сербії, належить до общини Бачка-Топола Північно-Бацького округу в багатоетнічному, автономному краю Воєводина.

## Населення
Населення села становить 309 осіб (2002, перепис), з них:
- мадяри — 194 — 62,78 %;
- серби — 72 — 23,30 %;
- югослави — 15 — 4,85 %;
- хорвати — 10 — 3,23 %;

Решту жителів  — кілька різних етносів, зокрема: роми, чорногорці, бунєвці і кілька русинів-українців.